# Petr Pavel
Petr Pavel (AFI: [ˈpɛtr̩ ˈpavɛl]; Planá, 1º novembre 1961) è un politico e generale ceco, Presidente della Repubblica Ceca dall'8 marzo 2023, in seguito alla sua vittoria alle elezioni dello stesso anno.

## Biografia

### Formazione
Pavel si è diplomato al ginnasio militare di Opava. Ha proseguito gli studi presso la Scuola militare delle forze di terra di Vyškov, diplomandosi nel 1983. Si è arruolato nella Československá lidová armáda, l'esercito cecoslovacco, come paracadutista, servendo come capo plotone. Nel 1985 si è iscritto al Partito Comunista di Cecoslovacchia, rimanendone membro fino alla caduta del regime comunista nel 1989. In seguito ha definito la sua adesione al Partito Comunista come un errore.
Ha proseguito gli studi militari presso l'Accademia Militare di Brno (attualmente unita all'Università della Difesa) dal 1988 al 1991. Dopo la Rivoluzione di velluto, ha studiato al Defense Intelligence College di Bethesda, allo Staff College di Camberley, al Royal College of Defence Studies di Londra e si è laureato al King's College di Londra con un Master in relazioni internazionali.

### Carriera militare

#### Bosnia
Dopo la laurea, ha lavorato nel servizio di intelligence militare (1991-1993). Ha prestato servizio nel contingente di truppe cecoslovacche della Forza di protezione delle Nazioni Unite in Bosnia.
Nel gennaio 1993, la sua unità fu inviata ad evacuare una base militare francese, dove i soldati francesi erano assediati dalle truppe serbe. L'esercito francese non era in grado di evacuare la base perché le infrastrutture locali e il ponte erano stati distrutti, e l'esercito ceco fu inviato a condurre l'evacuazione poiché si trovava a soli 30 chilometri dalla base. Egli si è recato alla base con 29 soldati e 2 trasportatori armati OT-64 SKOT. Durante il viaggio di due ore, la sua unità ha affrontato diversi ostacoli che hanno rallentato l'operazione, tra cui alberi caduti su una strada, che i soldati hanno dovuto rimuovere, sotto il fuoco dei mortai. Quando l'unità ha raggiunto la base, due soldati francesi erano morti e altri feriti. Alla fine, 55 soldati francesi vennero evacuati dalla base con dei trasportatori armati.
Per le sue azioni durante il salvataggio, ha ricevuto riconoscimenti ed è stato e premiato sia nella Repubblica Ceca che in Francia.

#### Carriera manageriale

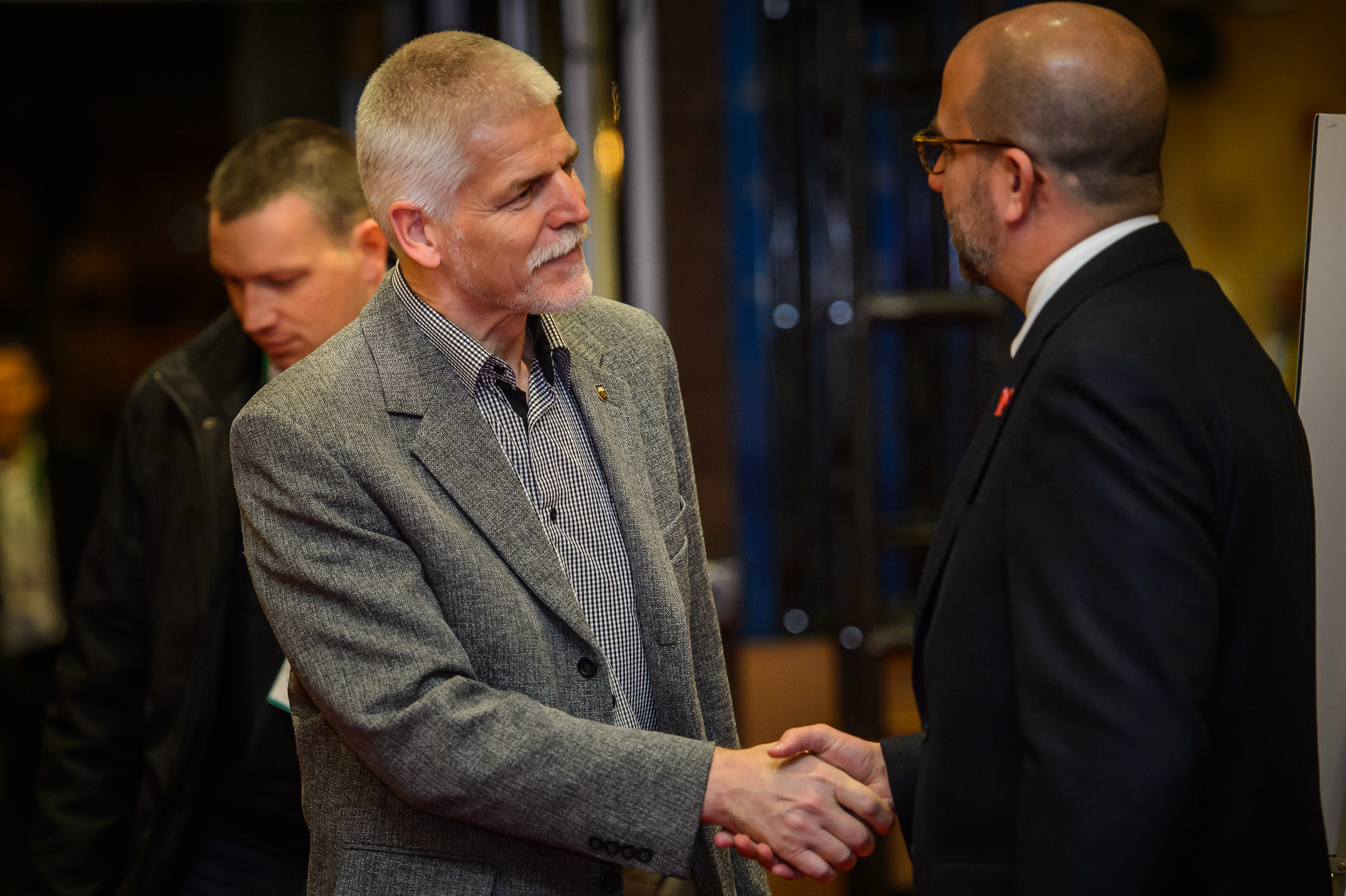
Petr Pavel con il primo ministro del Belgio Charles Michel al Forum internazionale sulla sicurezza di Halifax del 2015

Dopo l'operazione in Bosnia, ha ricoperto diverse posizioni nell'esercito ceco, tra cui intelligence militare, diplomazia (vice addetto militare in Belgio) e come comandante di una brigata di forze speciali. È stato nominato generale di brigata nel 2002. Ha poi ricoperto il ruolo di rappresentante militare nazionale presso il Comando centrale degli Stati Uniti e ha rappresentato l'esercito ceco in diverse organizzazioni internazionali e nazionali.
Ha ricoperto il ruolo di vice capo dello Stato Maggiore delle Forze Armate della Repubblica Ceca dal luglio 2011 al giugno 2012. Il 1º giugno 2012 è stato promosso a Capo di Stato Maggiore. Nel luglio 2014 è stato nominato dal governo ceco presidente del Comitato militare della NATO, carica che ha assunto a Vilnius nel settembre 2014. È stato il primo presidente dell'organizzazione proveniente da un ex membro del Patto di Varsavia. Il suo mandato è iniziato nel 2015.

#### Il pensionamento dall'esercito
Dopo il suo pensionamento dall'esercito, Pavel è diventato docente e consulente.
Il 6 aprile 2020, ha lanciato l'iniziativa Spolu silnější (Più forti insieme), con l'obiettivo di aiutare le persone legate alla lotta contro la pandemia di COVID-19 attraverso una raccolta fondi. L'iniziativa mirava anche a preparare la Repubblica Ceca a future crisi.
Ha riunito nell'iniziativa diversi esperti, tra cui il capo dell'Ufficio statale per la sicurezza nucleare Dana Drábová, l'uomo d'affari Martin Hausenblas, il presidente della Società ceca di medicina d'emergenza e dei disastri Jana Šeblová e l'ex governatore della regione di Olomouc Jan Březina. In quel periodo ha viaggiato per le regioni ceche e a raccogliere informazioni sulla lotta contro l'epidemia da esperti, autorità e istituzioni. Sulla base dei risultati della sua indagine, ha incontrato il primo ministro Andrej Babiš per presentargli un piano anti-crisi creato dall'iniziativa. Alcuni commentatori politici come Petr Holec e Ondřej Leinert hanno collegato l'iniziativa alla sua potenziale candidatura alle presidenziali, notando delle somiglianze con lo slogan di Hillary Clinton durante le elezioni presidenziali degli Stati Uniti del 2016.

### La candidatura alle presidenziali 2023
Nel 2019, i leader del Partito Democratico Civico, dell'Unione Cristiana e Democratica - Partito Popolare Cecoslovacco (KDU-ČSL), del TOP 09, dei Sindaci e Indipendenti (STAN) e del Partito Pirata Ceco si sono incontrati per discutere i potenziali candidati alle successive elezioni presidenziali. Petr Pavel secondo la stampa sarebbe stato il candidato più discusso durante l'incontro.
Il 29 giugno 2022, ha annunciato la sua intenzione di candidarsi alle elezioni presidenziali ceche del 2023. Il 6 settembre 2022 ha lanciato la sua campagna elettorale, affermando di voler "riportare l'ordine e la pace nella Repubblica Ceca". Il 4 ottobre 2022 è stato uno dei tre candidati sostenuti dall'alleanza elettorale SPOLU (Partito Democratico Civico, KDU-ČSL, TOP 09).
Il primo turno si è tenuto il 13 e 14 gennaio 2023. Pavel ha ricevuto 1.975.056 voti (35,4%). Ha preceduto di poco l'ex primo ministro ceco Andrej Babiš, con cui è passato al secondo turno. Quest’ultimo, tenutosi il 27 e 28 gennaio 2023, ha visto una vittoria di Pavel, ottenuta con il 58,32% dei voti (3.358.926), il quale è così divenuto Presidente.
Nel luglio 2025 ha firmato un emendamento al codice penale del Paese che criminalizza la promozione del comunismo. La nuova legislazione prevede pene detentive fino a cinque anni per chiunque sostenga il comunismo.

## Posizioni politiche

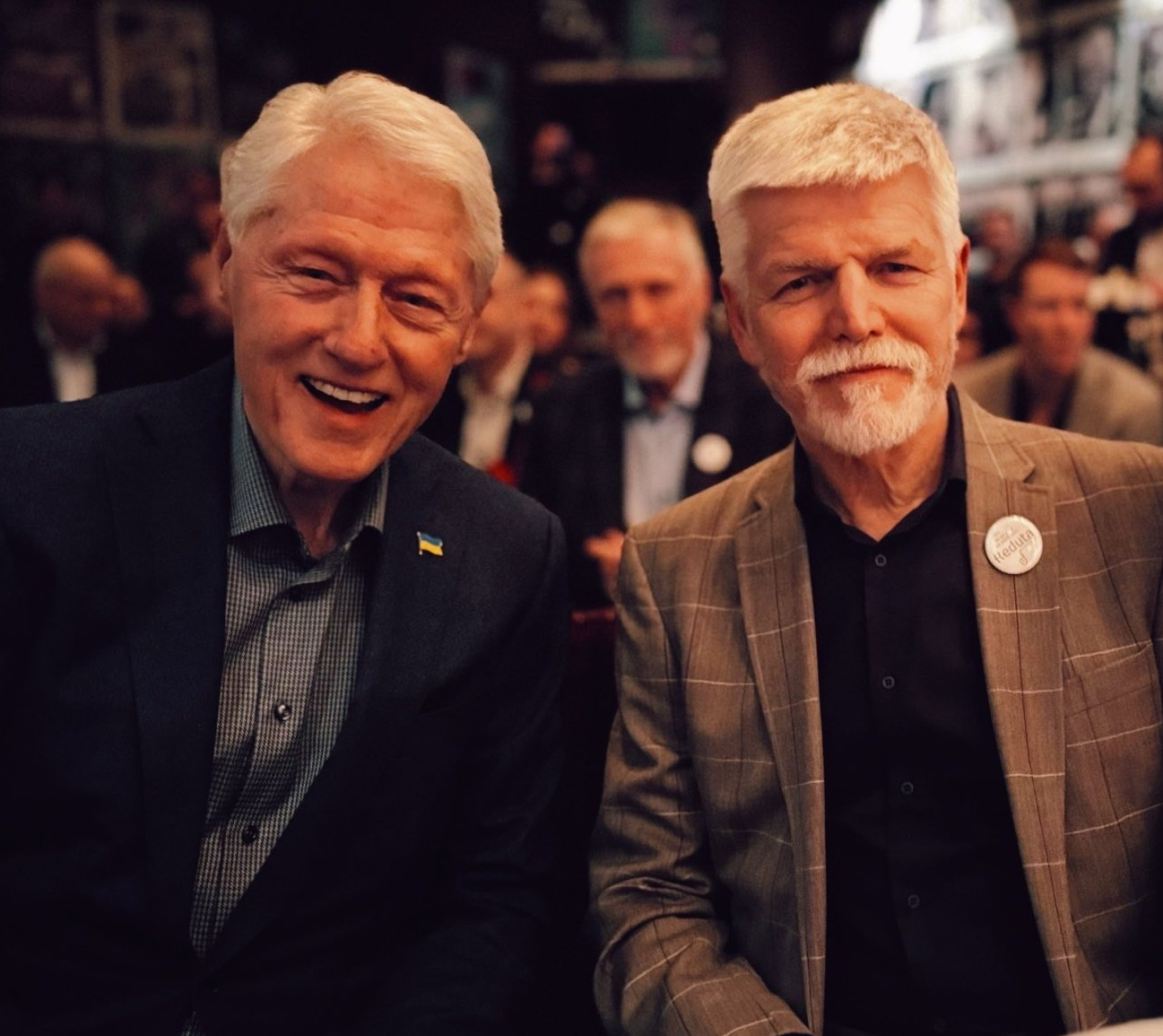
Pavel con Bill Clinton nel 2024

Durante la campagna presidenziale, si è descritto come "di destra e di centro, con una forte enfasi sociale". Ha dichiarato di aver votato per l'alleanza di centro-destra Spolu alle elezioni legislative ceche del 2021. Ha discusso del sostegno politico di Spolu durante le prime fasi della sua candidatura presidenziale, dichiarando alla fine di non voler essere il suo candidato, ma che avrebbe gradito il suo appoggio. Spolu lo ha appoggiato nell'ottobre 2022 insieme ad altri due candidati.
Alla domanda se avrebbe combattuto contro l'Occidente in caso di guerra prima del novembre 1989, Pavel ha risposto che "un soldato difende il suo Paese e le persone che lo abitano. (...) ogni soldato combatte per le persone che gli piacciono e per le quali vale la pena sacrificare la propria vita".
Ha affermato che l'Occidente avrebbe dovuto agire con più forza in risposta all'invasione russa dell'Ucraina. Ha sostenuto che, dopo l'annessione della Crimea e il controllo di alcune parti del Donbas da parte dei separatisti sostenuti dai russi, l'Occidente avrebbe dovuto istituire corridoi protetti per i civili, fatti rispettare dall'OSCE. Una volta iniziata l'invasione, ha espresso l'opinione che l'esercito russo sarebbe stato in grado di tenere ciò che aveva occupato, e l'Ucraina non avrebbe avuto risorse sufficienti per respingere gli invasori, nemmeno dalla Crimea, anche con l'aiuto dei Paesi occidentali.
Sostiene che i ricchi dovrebbero pagare tasse più alte ed è favorevole a una maggiore ridistribuzione della ricchezza. Ha citato i Paesi scandinavi come fonte di ispirazione. Ha dichiarato di ritenere sano un certo livello di deficit statale, ma che dovrebbe diminuire entro il 2022.
È favorevole al matrimonio tra persone dello stesso sesso e al diritto all'adozione per le persone omosessuali, e ha confermato che, se eletto, non porrà il veto su una legge che introducesse il matrimonio egualitario.

## Vita privata
È divorziato e ha due figli dalla prima moglie Hana. Negli anni novanta ha sposato la seconda moglie Eva, con la quale ha cresciuto i due figli.